# Камница (Марибор)
Камница (словен. Kamnica) је насељено место у општини Марибор, Подравска регија, Словенија.

## Историја
До територијалне реорганизације у Словенији била је у саставу старе општине Марибор.

## Становништво
У попису становништва из 2011. Камница је имала 1.638 становника.
| Број становника према пописима | Број становника према пописима | Број становника према пописима |
| ------------------------------ | ------------------------------ | ------------------------------ |
| 1991                           | 2002                           | 2011                           |
| 1.396                          | 1.512                          | 1.638                          |

## Галерија
- поглед на Словенске горице
- Камница под снегом
- Мариборско острво